# タイガービール
タイガービール（英文表記:Tiger Beer）は、シンガポールを中心に東南アジアで飲まれているビール。

## 概要

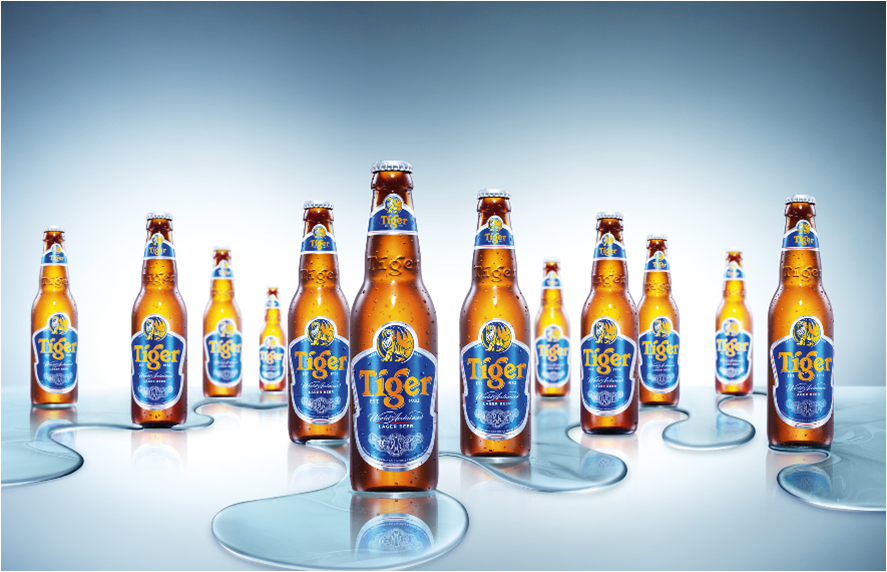
タイガービール

アジア・パシフィック・ブリュワリーズ社が製造販売している。アジア・パシフィック・ブリュワリーズ社はオランダのハイネケン社とシンガポールのFraser and Neave社の合弁会社である。
タイガービールは1932年より製造・販売が開始された。ビールを製造するアジア・パシフィック・ブリュワリーズはシンガポールを筆頭にマレーシア、タイ、ベトナム、カンボジア、中国、ニュージーランド、パプアニューギニア、インド、スリランカと、アジア全域に醸造所を構えているため、アジア太平洋沿岸地域がタイガービールの販売拠点となっている。
アメリカ合衆国でも発売されており、ニューヨークやマイアミ、サンフランシスコ、ボストンなどの都市で高い知名度を誇る。また、イギリスにおいても、8000を超えるバーやクラブで飲むことが可能で、ロンドンやマンチェスター、リーズ、ニューキャッスル、インヴァネスなど主要都市に販売店が置かれている。
2006年3月、アメリカの大手ビール製造会社であるアンハイザー・ブッシュ社とアジア・パシフィック・ブリュワリーズが業務提携を結んだ。そのため、アンハイザー社が持つ600近くある独立卸売業者のネットワークによって、アメリカ合衆国内におけるより多くの販売を行うことができる機会を得た。同年10月にはデトロイトでメジャーリーグベースボールチームの「デトロイト・タイガース」がワールド・シリーズに出場し、「タイガース」という名前の効果もあってタイガービールがかなりの数の売り上げを記録した。
1930年代よりタイガービールには「タイム・フォー・ア・タイガー」という広告スローガンが掲げられていたが、現在スローガンは「タイム・フォー・タイガー」へとやや変更されている。作家のアンソニー・バージェスの処女作である「タイム・フォー・ア・タイガー」はこのスローガンに因んだものであり、バージェスが勤務していたマレーシア（当時はマラヤ）では、1950年代にタイガービールが一般的となった。

## 音楽のタイガービール
ベトナムでは、タイガービールが定期的に音楽イベントを開催しています。 最初のイベントは2007年にtigermusic.com.vnで開催されました。イベントは毎年開催されます
- タイガーリミックス2018ベトナム
- タイガーリミックス2019ベトナム
- タイガーリミックス2020ベトナム[2]